# Манхэттен (танкер, 1961)
Танкер «Манхэттен» (англ. SS Manhattan) — американский нефтяной танкер ледового класса. Является первым коммерческим судном, пересекшим Северо-Западный проход в рейсе 1969 года. Зарегистрированное в то время в США, оно было крупнейшим американским торговым судном. Если рассматривать суда ледового плавания как ледоколы, то «Манхэттен» являлся крупнейшим ледоколом в истории до постройки судов класса «Ямалмакс».

## История

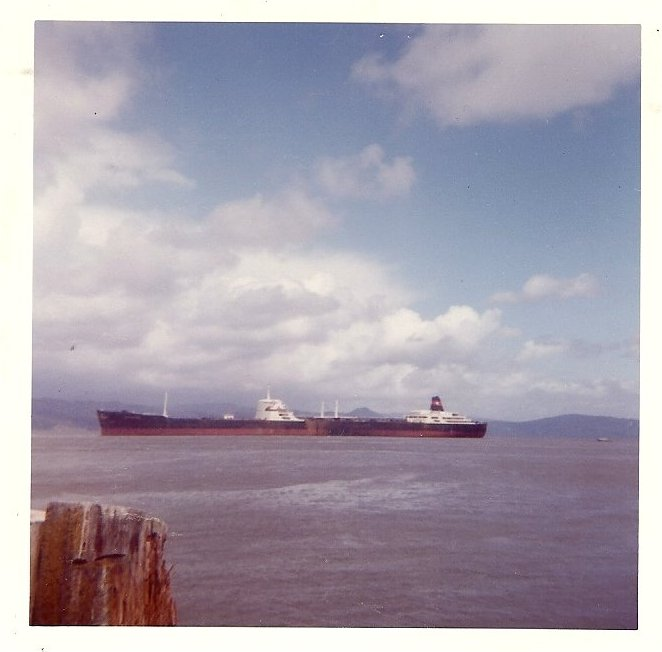
«Манхэттен» проходит мимо Астории, штат Орегон, 1965 год.

Судно «Манхэттен» было построено на верфи Фор-Ривер в Куинси как обычный танкер в 1962 году.
В 1965 году ее доставили в Портленд, штат Орегон, по реке Колумбия, чтобы очистить и использовать для перевозки 50 000 тонн зерна. Размер и осадка корабля требовали тщательной подготовки к переходу по реке.
В 1968–69 годах судно было перестроено и оборудовано ледокольным носом для использования в Арктике. Проект перестройки «Манхэттена» осуществлялся в сотрудничестве Esso и Wärtsilä, финской судостроительной компанией. Оборудование, которое использовалось при его моделировании, сейчас является собственностью Aker Arctic Technology Inc.
«Манхэттен» оставался в эксплуатации до 1987 года. После аварии в Восточной Азии был списан и утилизирован в Китае.

## Рейс по Северо-Западному проходу 1969 года

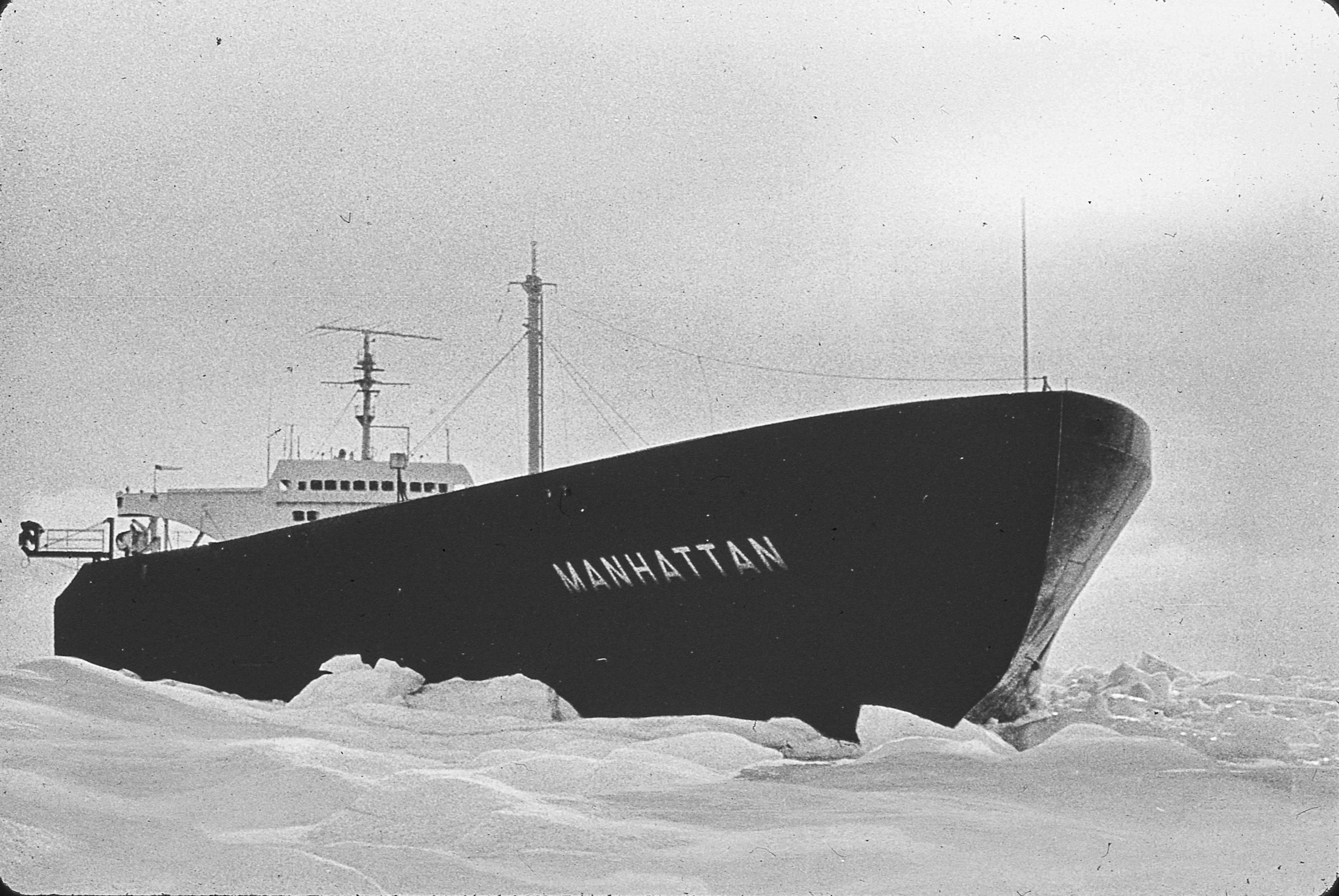
«Манхэттен» во время рейса 1969 года по Северо-Западному проходу.

Рейс «Манхэттена» по Северо-Западному проходу начался в августе 1969 года на восточном побережье Северной Америки и проходил с востока на запад через море Баффина и пролив Вайкаунт-Мелвилла. Тяжелый морской лед заблокировал путь через пролив Мак-Клур, поэтому был выбран маршрут южнее через пролив Принца Уэльского и к югу от острова Бэнкс. Один символический баррель сырой нефти был загружен в Прадхо-Бей, а затем судно вернулось. Его сопровождал ледокол канадской береговой охраны CCGS John A. Macdonald. В разное время этого рейса «Манхэттен» поддерживали другие ледоколы.
После пробного рейса 1969 года транспортировку нефти танкерами через Северо-Западный проход признали нецелесообразной и от неё отказались в пользу транспортировки нефти по трубопроводу через Аляску. Свою роль в этом сыграли территориальные споры с Канадой, которые во многом были связаны с опасениями возможных аварий на танкерах.